# Willy Vanden Berghen
Willy Vanden Berghen (né le 3 juillet 1939 à Vilvorde et mort le 30 mars 2022) est un coureur cycliste belge. Médaillé de bronze du championnat du monde amateur sur route et de la course en ligne aux Jeux olympiques en 1960, il a été professionnel de 1960 à 1966. Il a remporté une étape du Tour de France 1962.

## Palmarès

### Palmarès amateur
- 1958
  - Gand-Staden
  - Flèche du Sud
  - 4e étape des Sex-Dagars
  - Courtrai-Gammerages
  - 2e du Tour des Quatre-Cantons

- 1959
  -  Champion de Belgique de poursuite amateurs
  - Bruxelles-Gembloux
  - Bruxelles-Biévène
  - Coupe Sels
  - 2e du championnat de Belgique sur route militaires

- 1960
  - Gand-Wevelgem amateurs
  - Harelbeke-Poperinge-Harelbeke
  - Tour des Flandres amateurs
  - Bruxelles-Tielt
  - 12ea étape de la Course de la Paix (contre-la-montre)
  - 2e de Gand-Staden
  - 3e de la Course de la Paix
  -  Médaillé de bronze du championnat du monde sur route amateurs
  -  Médaillé de bronze de la course en ligne aux Jeux olympiques

### Palmarès professionnel
- 1960
  - Grand Prix de la Famenne

- 1961
  - Tour de Flandre orientale
  - 1re étape du Week-end wallon
  - 2e du Grand Prix de Nice
  - 7e de la Flèche wallonne

- 1962
  - Grand Prix de Monaco
  - 3eb étape de Paris-Nice
  - 4e étape du Tour de France
  - 2e du Grand Prix de Nice
  - 2e de Hoeilaart-Diest-Hoeilaart
  - 4e de Gênes-Nice
  - 7e de Liège-Bastogne-Liège

- 1963
  - 8e de Paris-Bruxelles
  - 9e de la Flèche wallonne

- 1965
  - 2e du Circuit du Pays de Waes

## Résultats sur les grands tours

### Tour de France
1 participation
- 1962 : 34e, vainqueur de la 4e étape